# 1332 Marconia
1332 Marconia è un asteroide della fascia principale esterna del diametro medio di circa 44,1 km. Scoperto nel 1934, presenta un'orbita caratterizzata da un semiasse maggiore pari a 3,0651658 UA e da un'eccentricità di 0,1253200, inclinata di 2,45529° rispetto all'eclittica.
È il membro principale della famiglia di asteroidi Marconia..
Prende il nome dal fisico Guglielmo Marconi.